# Tantillita brevissima
Espèce
Synonymes
- Tantilla brevissima Taylor, 1937
- Tantilla excubitor Wilson, 1982

Statut de conservation UICN

 LC  : Préoccupation mineure
Tantillita brevissima  est une espèce de serpents de la famille des Colubridae.

## Répartition
Cette espèce se rencontre :
- dans le sud-est du Mexique ;
- au Guatemala dans le département d'Escuintla.

## Publication originale
- Taylor, 1937 "1936" : Notes and comments on certain American and Mexican snakes of the genus Tantilla, with descriptions of new species. Transactions of the Kansas Academy of Sciences, vol. 39, p. 335-348.